# امریه
امریه یا خدمت جایگزین غیرنظامی (انگلیسی: Alternative civilian service) نوعی خدمت ملی است که به جای خدمت وظیفه عمومی صورت می‌گیرد. از دلایل جایگزینی خدمت وظیفه نظامی با امریه می‌توان به مخالف با خدمت سربازی، مشکلات سلامتی، یا محاسبات سیاسی (برای مثال جداسازی نژادی یا تبعیض علیه اقلیت‌ها) اشاره کرد. خدمت جایگزین غیرنظامی معمولاً شامل نوعی کار و ارائهٔ نوعی خدمت برای دولت است.